# Salamo Arouch
Salamo Arouch (hebr. שלמה ארוך; ur. 1923 w Salonikach, zm. 26 kwietnia 2009 w Tel Awiwie w Izraelu) – grecki bokser żydowskiego pochodzenia, którego przeżycia z obozu Auschwitz stały się kanwą scenariusza amerykańskiego filmu Triumf ducha z 1989.

## Życiorys
Urodził się w Salonikach w rodzinie żydowskiej. Miał brata i trzy siostry. Jego ojciec, który był dokerem,  zainspirował go boksem. W wieku 14 lat pierwszy raz założył rękawice bokserskie, a w 1941 zdobył tytuł mistrza Bałkanów w wadze lekkopółśredniej. Na ringu zyskał przydomek „Baletnica” z powodu drobnej budowy i doskonałej pracy nóg. W 1943 został wraz z innymi greckimi Żydami wywieziony do obozu Auschwitz, gdzie otrzymał numer 136 954. Już pierwszego dnia pobytu w obozie, w komorach gazowych zginęły wszystkie kobiety i dzieci z jego rodziny.
Następnie był zmuszany przez strażników do staczania organizowanych dla ich rozrywki walk, w których stawką było życie więźnia. Pierwszą z nich stoczył już następnego dnia po osadzeniu w obozie. Niektórzy z jego przeciwników należeli do cięższych kategorii wagowych. Był wśród nich niepokonany wcześniej niemiecki Żyd Klaus Silber, zwycięzca 44 stoczonych wcześniej walk. Po walce nikt nie widział go żywym na terenie obozu. W innym pojedynku w osiemnastej sekundzie znokautował przeciwnika o wadze 130 kilogramów. Arouch podczas swego pobytu w obozie stoczył 208 walk, wygrywając prawie wszystkie (dwie zremisował z powodu osłabienia biegunką). Po zakończeniu wojny Arouch wyjechał do Palestyny. W 1948 walczył w wojnie izraelsko-arabskiej i przyjął obywatelstwo Izraela.
Początkowo zajmował się boksem, a następnie z sukcesem prowadził własne przedsiębiorstwo transportowe. W 1994 doznał wylewu i od tego czasu potrzebował stałej opieki, którą zapewniła mu żona.